# Victorious 3.0: Even More Music from the Hit TV Show
Victorious 3.0: Even More Music from the Hit TV Show ist der dritte Soundtrack zu der gleichnamigen Fernsehserie. Die meisten Songs sind auch in verschiedenen Episoden der Serie zu hören.

## Veröffentlichung
Mitte Oktober 2012 kündigte Daniella Monet auf ihrer Instagram-Seite den Soundtrack an. Wenig später wurde dies auch offiziell bestätigt. Auf dem Soundtrack werden auch die Lieder Cheer Me Up und 365 Days als Wal-Mart ‘ZinePak Edition erhältlich sein. In den USA wurde der Soundtrack am 6. November 2012 veröffentlicht. Ein deutsches Erscheinungsdatum ist noch nicht bekannt.

## Singles
L.A. BoyzDas Lied wird von Victoria Justice und Ariana Grande gesungen. Der Song wurde am 18. Oktober 2012 veröffentlicht und war einige Tage später auch in der Victorious-Episode Three Girls and a Moose zu hören.
Here's 2 UsHere's 2 Us wird von Victoria Justice gesungen. Das Lied erschien am 24. November 2012. Außerdem ist er in der Folge One Thousand Berry Ball zu hören.
You Don't Know MeYou Don't Know Me wird von Elizabeth Gillies gesungen. Das Lied erschien am 6. Dezember 2012 und war außerdem in der Folge Jade und Beck zu hören.

## Titelliste
| #  | Titel             | Interpret                        | Länge |
| -- | ----------------- | -------------------------------- | ----- |
| 1. | Here's 2 Us       | Victoria Justice                 | 3:21  |
| 2. | L.A. Boyz         | Victoria Justice & Ariana Grande | 2:59  |
| 3. | Bad Boys          | Victoria Justice                 | 3:17  |
| 4. | You Don't Know Me | Elizabeth Gillies                | 2:53  |
| 5. | Faster Than Boyz  | Victoria Justice                 | 3:14  |
| 6. | Cheer Me Up       | Victoria Justice                 | 3:15  |
| 7. | 365 Days          | Leon Thomas III                  | 3:32  |